# Новоміська ратуша
Новомі́ська ра́туша — колишнє приміщення магістрату містечка (нині села) Нове Місто (Старосамбірський район, Львівська область).
Побудована 1910 року у стилі модерн на місці старої дерев'яної ратуші. Нині в ратуші містяться Народний дім «Просвіта», крамниця, бар.
У червні 2010 року новоміська ратуша отримала статус пам'ятки архітектури та охороняється Законом України. Пропонується відновлення-реставрація ратуші до початкового вигляду і силами місцевого самоврядування привести її до початкового призначення — Новоміський магістрат (Новоміська рада).

## Цікавий факт
Новоміська ратуша унікальна тим, що є однією з небагатьох ратуш в Україні, побудованих у стилі модерн (див. наприклад, Сторожинецька ратуша).

## Фотографії (2014)

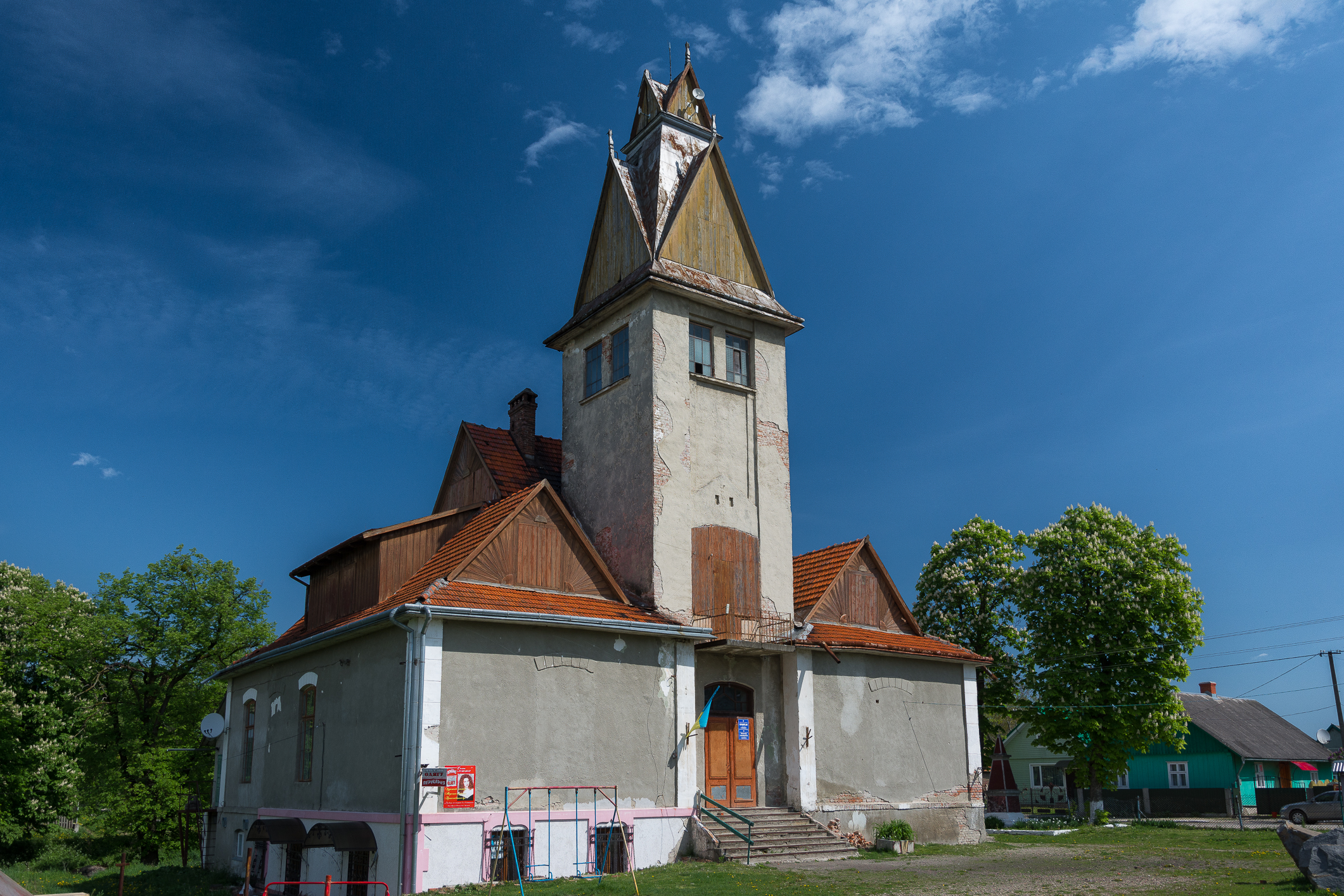
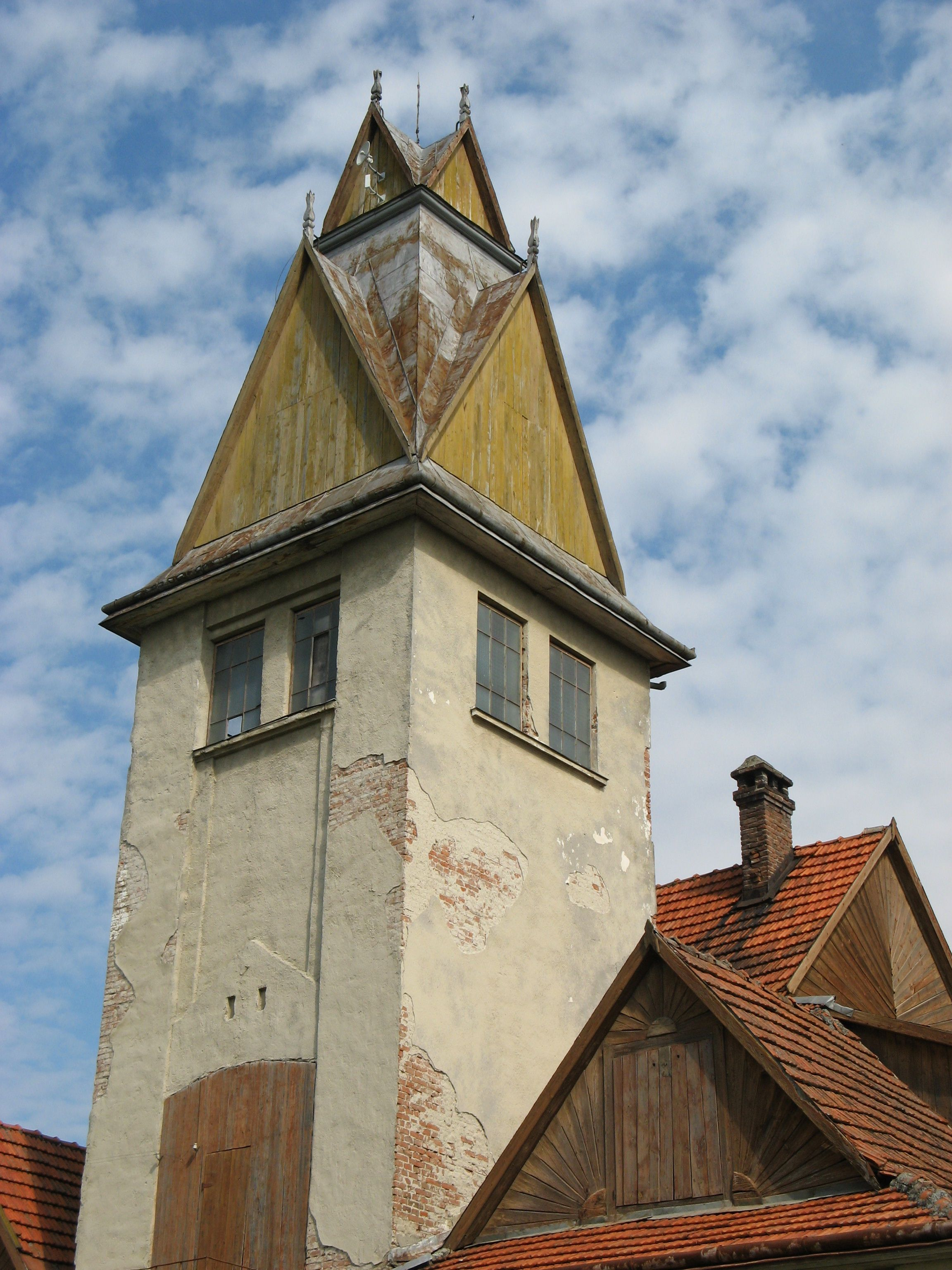
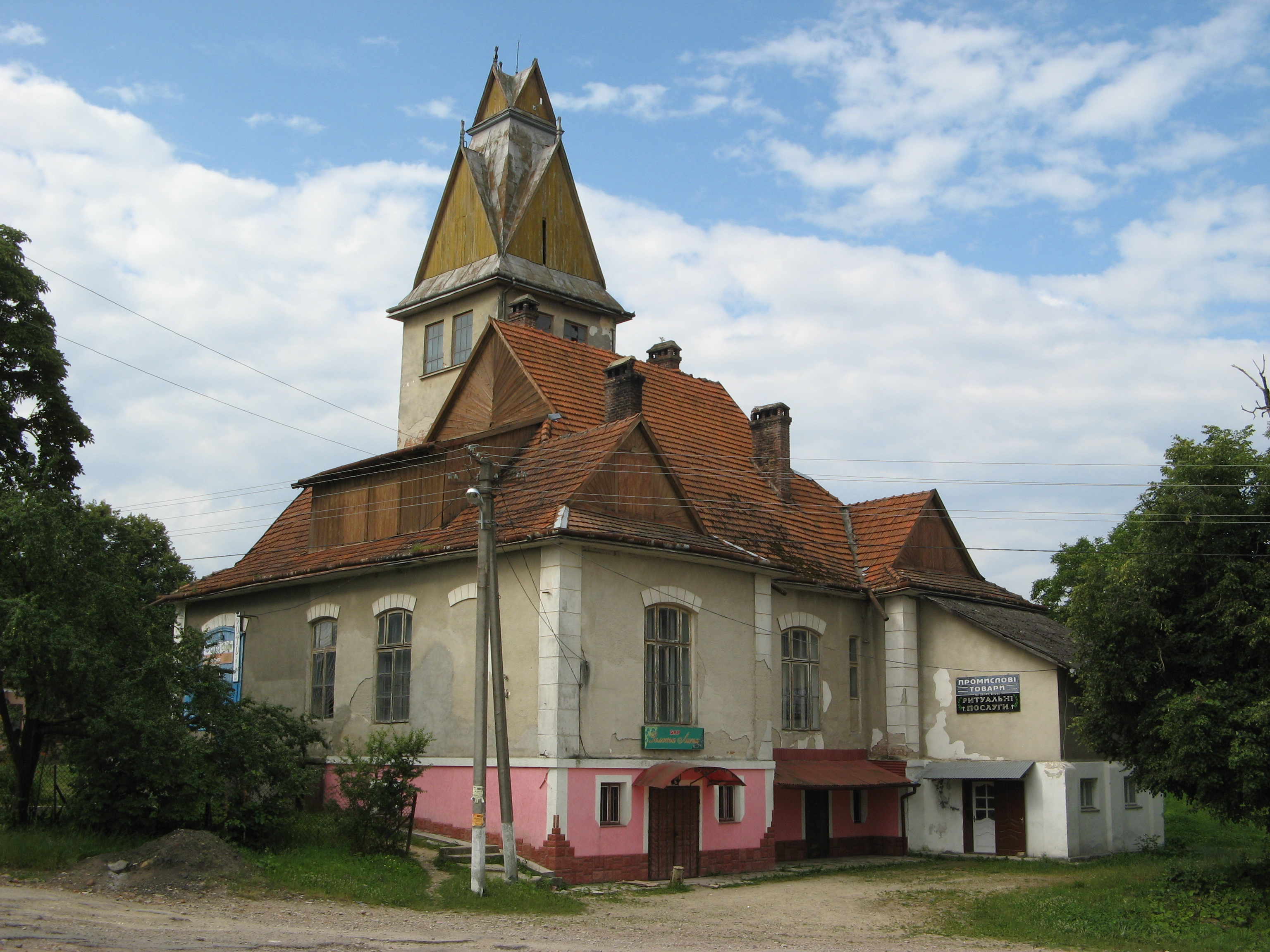